# Au-delà des maux (album)
Albums de Chimène Badi
Gospel & Soul
(2011) Chimène
(2019)
Singles
1. Mes silences
Sortie : 5 novembre 2014
2. Elle vit
Sortie : 29 mai 2015

Au-delà des maux est le sixième album studio de Chimène Badi, sorti le 4 septembre 2015.
Enregistré à Los Angeles, cet album compte plusieurs collaborations : Zaho, Indila, Emeli Sandé ; celle-ci lui a composé Ça ne regarde que moi. Emmanuel Moire est le compositeur de Personne et de Point final. En octobre de la même année, la chanteuse et Emmanuel Moire enregistrent la version acoustique de Personne.
Le premier extrait de l'album, Mes silences, est présenté le 5 novembre 2014. Un second single sort en août 2015 : Elle vit.
Après une perte de voix, la chanteuse retrace avec cet album les moments pas toujours faciles de sa vie.

## Pistes
| No  | Titre                           | Auteur                              | Durée |
| --- | ------------------------------- | ----------------------------------- | ----- |
| 1.  | De quoi on se souvient          | Marc Demais, François Welgryn       | 3:18  |
| 2.  | Seule                           | Zehira Darabid, Sophie Delila       | 3:16  |
| 3.  | Elle vit                        | Steve Diamond, Guy Roche            | 3:42  |
| 4.  | Ça ne regarde que moi           | Toby Gad, Emeli Sandé               | 3:49  |
| 5.  | Ballerine                       | Aleph Cheba, Jacques Veneruso       | 3:24  |
| 6.  | Qui parle d'elles (Power Games) | Natasha Bedingfield, Fraser T Smith | 3:37  |
| 7.  | Les Retardataires               | Chimène Badi, Olivier Bron          | 3:22  |
| 8.  | L'Usine                         | Olivier Bron, Gianni Mancuso        | 3:21  |
| 9.  | Au-delà des mots                | Zehira Darabid, Felipe Saldivia     | 3:52  |
| 10. | Pour tous les hommes            | Jacques Veneruso                    | 3:13  |
| 11. | Personne                        | Yann Guillon, Emmanuel Moire        | 3:25  |
| 12. | Point final                     | Yann Guillon, Emmanuel Moire        | 3:52  |
| 13. | Mes silences                    |                                     | 2:52  |
| 14. | Ma vie                          |                                     | 3:32  |